# Kupferlegierung
Kupferlegierungen sind Legierungen mit Kupfer als Hauptbestandteil und anderen Metallen oder Halbmetallen in unterschiedlichen Mischverhältnissen. Legierungen, die Kupfer nicht als Hauptbestandteil enthalten (wie beispielsweise Cortenstahl) werden kupferhaltige Legierungen genannt.
Sie gelten als die ersten von Menschen gezielt hergestellten Legierungen. Vor allem Bronze (Kupfer-Zinn) und Messing (Kupfer-Zink) spielen eine größere Rolle in der Menschheitsgeschichte. Ihre kennzeichnenden Eigenschaften sind hohe Festigkeit, Verformbarkeit, Kaltverfestigung, Korrosionsbeständigkeit und gute Gleiteigenschaften.

## Kupfer-Zinn-Legierungen (Bronze)
Zinnbronzen werden mit Phosphor desoxidiert. Sie enthalten daher Phosphorreste und werden oft fälschlich als Phosphorbronze bezeichnet. Bei der Bezeichnung oder Bestellung von Halbzeugen, z. B. Blechen, Stangen, Drähten, Rohren, können Zustandsbezeichnungen nach DIN EN 1173 ergänzt werden. Die Bezeichnung Bronze ist heute nicht mehr genormt und wird für eine Reihe hochlegierter Kupferwerkstoffe mit Zinn (bis 12 %), Nickel (Nickelbronze bis über 20 % Ni), Aluminium (Aluminiumbronze bis 10 % Al) und anderen verwendet.

## Kupfer-Zink-Legierungen (Messing)
Kupfer löst im festen Zustand bis zu etwa 30 % Zink als Mischkristall. Die aus diesen Mischkristallen aufgebauten Legierungen werden α-Messing genannt. Mit zunehmendem Zinkgehalt nehmen Zugfestigkeit und Streckgrenzen des α-Messing zu. Ursache der zunehmenden Verfestigung ist die mit dem Zinkgehalt zunehmende Anzahl der von Versetzungen begrenzten Stapelfehler des Messings, die bei der plastischen Verformung entstehen.
Bei Zinkgehalten über etwa 30 % entsteht β-Messing. Die β-Phase besteht bei hoher Temperatur aus Mischkristallen, bei niedriger Temperatur aus der sehr spröden intermetallischen Phase CuZn.
Die wegen zu hoher Sprödigkeit technisch unbrauchbare γ-Phase besteht aus der intermetallischen Phase Cu5Zn8.
| Werkstoffbezeichnung nach DIN EN 1412 | Kurzzeichen | MS-Zeichen | Zugfestigkeit in N/mm² | Streckgrenze in N/mm² | Bruchdehnung in % | Härte HB 10 | Hinweise auf Eigenschaften und Verwendung |
| ------------------------------------- | ----------- | ---------- | ---------------------- | --------------------- | ----------------- | ----------- | --- |
| CW509L                                | CuZn40      | MS60       | 240 … 470              | 240 … 390             | 43 … 12           | 80 … 140    | Gut warm- und kaltumformbar (Schmiedemessing, Münzmetall); geeignet zum Biegen, Nieten, Stauchen und Bördeln sowie im weichen Zustand zum Prägen und auch zum Tiefziehen; mit Bleizusatz auf Automaten gut zerspanbar.                        |
| CW612N                                | CuZn39Pb2   | MS58       | 360 … 590              | 250 … 540             | 40 … 9            | 85 … 175    | Gering kaltumformbar durch Biegen, Nieten und Bördeln; gut stanzbar; gut zerspanbar (Bohr- und Fräsqualität); Uhrenmessing für Räder und Platinen                                                                                             |
| CW614N                                | CuZn39Pb3   | MS58       | 380 … 610              | 300 … 570             | 35 … 8            | 90 … 180    | Gut umformbar nach Anwärmen. Gering umformbar ohne Anwärmen. Legierungen für alle spanabhebenden Bearbeitungsverfahren; Formdrehteile aller Art, Graviermessing; Uhrenmessing für Räder und Platinen, für genau gezogene Stangenpressprofile. |
| CW617N                                | CuZn40Pb2   | MS58       | 360 … 570              | 200 … 520             | 25 … 4            | 80 … 170    | Sehr gut für die spanabhebende Bearbeitung und zum Umformen durch Warmpressen sowie Schmieden geeignet. Fertigung von Massenteilen für die Elektrotechnik, Feinmechanik und optische Industrie; sowie für komplizierte Profilformen.          |
| CW708R                                | CuZn31Si    | --         | 440 … 490              | 200 … 290             | 22 … 15           | 120 … 160   | Für gleitende Beanspruchung auch bei hohen Belastungen, Lagerbüchsen, Führungen und sonstige Gleitelemente. |

Blechmessing
besteht aus α-Mischkristallen und ist bei 400 °C bis 500 °C spröde, bei Raumtemperatur weich, gut verformbar und schlecht zerspanbar.
Stangenmessing
besteht aus α+β-Mischkristallen und ist gut warmverformbar und bei Raumtemperatur gut zerspanbar.
Reines γ-/α- und γ+β-Messing ist wegen zu großer Sprödigkeit technisch unbrauchbar.
Durch Zulegieren anderer Metalle entsteht Sondermessing.
| Legierungselement | Wirkung in Messing                                                |
| ----------------- | ----------------------------------------------------------------- |
| Nickel            | erhöht die Kerbschlagzähigkeit                                    |
| Mangan            | verbessert die Korrosionsbeständigkeit und verfeinert das Korn    |
| Eisen             | verfeinert das Korn                                               |
| Zinn              | verbessert die Seewasserbeständigkeit                             |
| Aluminium         | erhöht die Härte und Streckgrenze ohne Verminderung der Zähigkeit |

## Kupfer-Zink-Legierungen (Kupferanteil >80%)
Werden auch als Tombak bezeichnet, wobei Siliziumtombak die größte konstruktionstechnische Relevanz besitzt.

## Kupfer-Silber-Legierungen
Zur Festigkeitssteigerung durch Mischkristallbildung werden dem Kupfer zwischen 0,03 % und 0,12 % Silber hinzulegiert. Die erreichbaren Zugfestigkeitswerte liegen bei maximal 270 N/mm². Diese Legierungen werden in der Elektrotechnik für Kollektorringe, Kontakte und Kommutatorlamellen eingesetzt.

## Kupfer-Magnesium-Legierungen
Die Magnesiumgehalte liegen bei 0,2 % bis 0,8 %. Diese Legierungen werden für Leitungsseile in der Fernmeldetechnik verwendet („Postbronze“). Darüber hinaus finden sie als kaltgezogene Fahrdrähte Anwendung in der Oberleitung für hohe Geschwindigkeiten.

## Kupfer-Nickel-Legierungen
Kupfer-Nickel-Legierungen mit typischen Nickelgehalten zwischen 10 % und 30 % werden als Kupfernickel bezeichnet. Weit verbreitet ist eine Legierung mit 25 % Nickel als Münzmetall.

## Kupfer-Beryllium-Legierungen (Berylliumkupfer)
Kupfer-Beryllium-Legierungen enthalten zwischen 1,6 % und 2,1 % Beryllium. Die Löslichkeit von Kupfer für Beryllium nimmt mit sinkender Temperatur ab. Sie beträgt bei 605 °C 1,55 % Be, bei Raumtemperatur weniger als 0,1 % Be. Aus diesem Grunde sind Berylliumbronzen aushärtbar, d. h. ihre Festigkeitseigenschaften können durch Abschrecken von 800 °C in Wasser mit nachfolgendem längeren Halten auf 300 °C (=Auslagern) erhöht werden. Nach starker Kaltverformung vor dem einstündigen Auslagern betragen die Zugfestigkeit bis 1550 N/mm², die Härte 365 HB und die Bruchdehnung 2 %. Anwendungsbeispiele sind: starkem Verschleiß ausgesetzte Teile, z. B. Getriebeteile, Lager sowie Blattfedern, Schlitzklemmen und hoch beanspruchte Bauteile, die unmagnetisch sein müssen. Eine wichtige Anwendung sind funkenfreie Werkzeuge für den Bergbau, für Bohrinseln und Förderplattformen sowie für die chemische Industrie.
Eine weitere aushärtbare Kupferlegierung entsteht durch Zulegieren von Tellur. Die resultierenden Cu2Te-Partikel verbessern die Zerspanbarkeit erheblich bei nur geringer Beeinträchtigung der Leitfähigkeit.